# Tetracanthella andalusiaca
Tetracanthella andalusiaca är en urinsektsart som beskrevs av Louis Deharveng 1987. Tetracanthella andalusiaca ingår i släktet Tetracanthella och familjen Isotomidae. Inga underarter finns listade i Catalogue of Life.